# Мария Бургундская (герцогиня Савойи)
Мария Бургундская (фр. Marie de Bourgogne; 1380 или 1386 — 2 октября 1422) — дочь бургундского герцога Филиппа II Смелого и графини Фландрии Маргариты III, жена графа (затем герцога) Савойи Амадея VIII.

## Биография
Мария была седьмым ребёнком в семье герцога Бургундии Филиппа II Смелого и его жены Маргариты Фландрской. Она родилась в Дижоне в сентябре 1380 или 1386 года.
27 октября 1401 года вышла замуж за графа Савойского Амадея VIII. Церемония бракосочетания проходила в Аррасе в провинции Артуа, которая находилась во владении матери невесты.
Первая дочь супругов родилась 13 мая 1405 года. Девочку назвали Маргаритой. Всего у пары было девять детей, пятеро из которых достигли взрослого возраста.
- Маргарита Старшая (1405—1418)
- Антуан Старший (1407)
- Антуан Младший (1408)
- Маргарита Младшая (1410/1420—1479), замужем за Людовиком Анжуйским, затем — за Людвигом IV Пфальцским, после — за Ульрихом V Вюртембергским, имела четверых детей.
- Мария (1411—1469), замужем за герцогом Милана Филиппо Мария Висконти
- Амадей (1412—1431), принц Пьемонта; женат не был, детей не оставил.
- Людовик (1413—1465), наследовал отцу; был женат на Анне де Лузиньян, имел двадцать детей.
- Бонна (1415—1430)
- Филипп (1417—1444), граф Женевы; не женат.

Умерла Мария 2 октября 1422 года. Похоронена в фамильном склепе Савойской династии в Откомбском аббатстве.